# Clement W. H. Lam
Clément Wing Hong Lam (en chinois 林永康) est un mathématicien canadien, spécialisé en combinatoire. 

## Biographie
Lam est connu pour la preuve informatique, avec Larry Thiel et S. Swiercz, de l'inexistence d'un plan projectif fini d'ordre 10. C'est le « problème de Lam ». Ce problème est aussi équivalent à trouver 9 carrés latins orthogonaux d'ordre 10.
Lam obtient son doctorat en 1974 sous la direction d'Herbert John Ryser au Caltech avec une thèse intitulée Rational G-Circulants Satisfying the Matrix Equation {\displaystyle A^{2}=dI+\lambda J}. Il est professeur à l'Université Concordia à Montréal.
En 2006, il reçoit la médaille Euler. En 1992, il reçoit le prix Halmos-Ford pour l'article The search for a finite projective plane of order 10.